# Garant (Schlagwort)
Der aus dem Französischen entlehnte Ausdruck Garant ist gleichbedeutend mit Bürge, der dafür einsteht, das eine bestimmte Sache sicher ist. Bereits in der Zeit des Nationalsozialismus wurde Garant – oft auch im Sinne von Garantie eingesetzt – zum viel verwendeten Schlagwort.

## Schlagwort im Nationalsozialismus
In Hitlers Propagandaschrift Mein Kampf wird der Ausdruck noch nicht verwendet. Hitler gebrauchte Garant jedoch häufig in seinen Reden und dieser Ausdruck wurde dadurch nachgerade zu einem Modewort: Es wimmelte „plötzlich allenthalben von Garanten und die Bürgen wurden verdrängt, obwohl gleichzeitig ein erbitterter Feldzug gegen Fremdwörter in Gange“ war.
„Garant klingt bedeutsamer als Bürge“, das Dritte Reich liebte ja den „volltönenden Fremdausdruck“, schreibt Victor Klemperer und fügt in Klammern hinzu: „Vielleicht versteht es auch nicht jeder, und auf den wirkt es erst recht.“
Nach einer Presseanweisung aus dem Jahre 1940 sollten glorifizierende Ausdrücke wie „Die Jugend ist der Garant des Volkes“ und andere künftig unterbleiben: In einer Zeit, in der die Jugendlichen noch nicht an der Front stünden, dürften ihnen in der Presse keine 'Vorschußlorbeeren' gegeben werden.
Garant wird auch im heutigen politischen wie technischen deutschen Sprachgebrauch so benutzt.